# Samuel Bolduc
Samuel Bolduc (Laval, Quebec, 9 de diciembre de 2000) es un jugador profesional canadiense de hockey sobre hielo que se desempeña en la posición de defensor izquierdo en New York Islanders, equipo de la National Hockey League (NHL).

## Carrera
Fue seleccionado en la segunda ronda en la NHL Entry Draft de 2019. En 2022 hizo su debut profesional con el equipo New York Islanders, donde lleva jugando dos temporadas.